# زاواده (گمینا تسرانوف)
زاواده (به لهستانی:  Zawady) یک روستا در لهستان است که در گمینا تسرانوو واقع شده‌است.